# Chiesa di San Giovanni Battista (Loria)
La chiesa pievana Arcipretale di San Giovanni Battista si trova a Bessica di Loria. È una chiesa arcipretale pievana di prima fondazione cristiana, compresa nel vicariato di Castello di Godego, della diocesi di Treviso.

## Storia
La fondazione della pieve si attesta in epoca longobarda (VIII-IX secolo) (sono ancora presenti negli antichi estimi catastali veneziani numerosi toponimi longobardi di precise località del paese) con la cristianizzazione di quella antica popolazione ad opera di missionari giunti da Padova e da Treviso. La prima attestazione storica della pieve è del 1152, ed è da sempre dedicata a San Giovanni Battista.
La pieve era il nucleo base di costruzione sociale e cristiana. Solo in essa c'era il fonte battesimale; in essa si dirimevano le dispute sociali o amministrative. Nascono così le cappelle succursali di Loria, Spineda e Cassola oggi ancora esistenti e altre scomparse come Manzolino Pietrafosca. Il pievano risiede a Bessica nella chiesa madre e stipendia dei cappellani nelle chiese succursali che non hanno fonte battesimale. 
L'edificio chiesa in Bessica storicamente ebbe varie ricostruzioni - almeno 3.
La posa della prima pietra dell'attuale chiesa, risale al 5 giugno 1768. È documentata e certa opera dell'architetto Giovanni Miazzi, su principi e ispirazione del ben noto Francesco Maria Preti di Castelfranco Veneto (e sui suoi principi di architettura legati ai rapporti armonici musicali. Si può infatti ben dire che è un grande e armonioso gioiello musicale-architettonico). Si sa bene infatti come il Miazzi fosse collaboratore del Preti e suo particolare disegnatore, quando questi col passare degli anni divenne cieco.
L'opera fu lunga e travagliata, sia per la povertà del paese, sia per l'imponenza della costruzione (una delle maggiori del tempo) sia per le vicissitudini storiche che avvennero negli anni della costruzione, ovvero la fine della Repubblica Serenissima, le travagliate vicende Napoleoniche, le razzie di guerra e molto altro. Arrivati a coprirla ma completamente grezza all'interno e senza facciata all'esterno fu benedetta nel 1805 e da quella data si iniziò a celebrare messa. Nel 1833 la visita del vescovo Sebastiano Soldati dà impulso al completamento dell'interno della chiesa, che sarà terminata il 9 febbraio 1844. Non restava che completare la facciata, cosa che fu fatta, seguendo i disegni originali del Miazzi nel 1894. Dopo molti altri lavori, come l'ampliamento del magnifico organo di Gaetano Callido, fu solennemente consacrata il 22 ottobre 1910 dal vescovo Andrea Giacinto Longhin.
La chiesa pievana nonostante la divisione del 1813 del suo antico territorio in tre parrocchie distinte e autonome mantiene il titolo di pieve e il parroco quello di pievano arciprete.

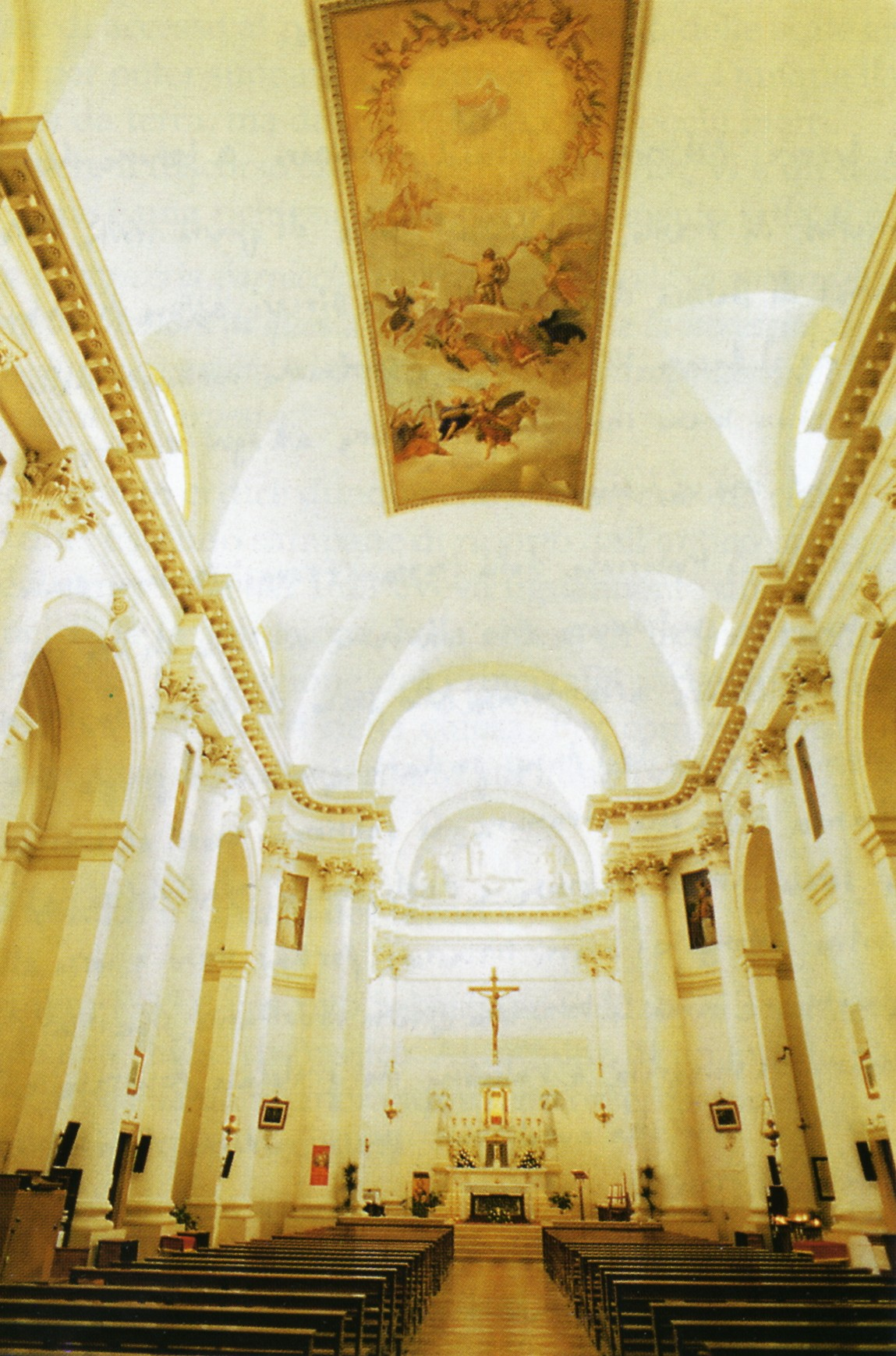
Interno della chiesa

## Descrizione

### Esterno
La facciata si presenta con sei semicolonne a capitello Ordine corinzio. Al centro del timpano troneggia una colomba e sopra tre statue, San Giovanni Battista al centro, e ai lati le virtù di Fede e Carità.

### Interno

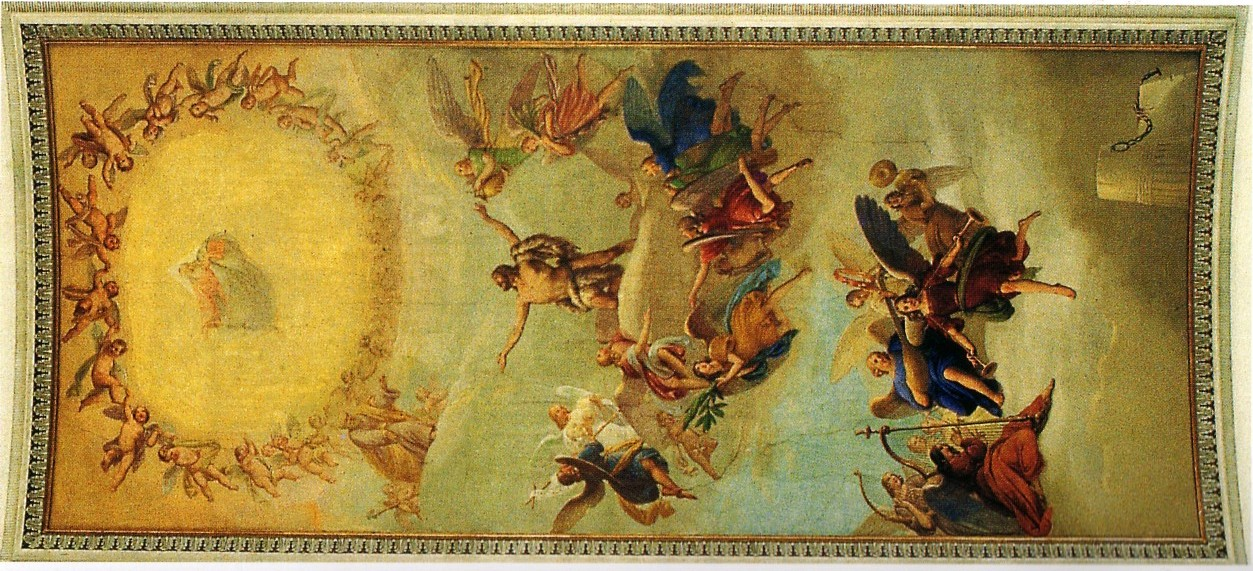
Sebastiano Santi, La gloria di San Giovanni Battista.

L'interno è a navata unica, coperta da una volta slanciata decorata con un affresco, di oltre 60 metri quadrati, realizzato da Sebastiano Santi nell'aprile del 1843 e che rappresenta la gloria di San Giovanni Battista.
Lo stile dell'architettura è neoclassico, le semicolonne laterali sono sormontate da capitelli marmorei corinzi, che contrastano con i grandi archi che aprono agli altari laterali, tra esse, nella parte alta, ci sono quattro dipinti: i Santi Pietro e Paolo e le tre virtù (fede, speranza, carità).
Il pavimento è un pregiato veneziano bicolore del 1856.

#### Altari

##### Altare della Vergine del Rosario
È un altare di legno del XVII secolo di stile barocco.All'interno della sua lunetta,circondata da putti, c'è una statua antica della madonna del rosario.

##### Altare della Vergine del Carmelo
Situato a destra dell'altar maggiore, è un altare in marmo dell'Ottocento, conserva una statua della Vergine del Carmelo con Bambino. È una statua molto antica, forse quattrocentesca, comunque ci sono notizie certe della sua esistenza già nel 1621. Costruita molto probabilmente da un artigiano locale.

##### Altare Maggiore
L'altare maggiore risale al 1845, in marmo di Carrara, ricalca lo stile barocco. Al centro c'è l'edicola per l'esposizione dell'eucaristia; attualmente però ospita un'icona ispirata alla trinità di Andrej Rublëv. Ai lati ci sono due angeli in preghiera in grandezza naturale (mt 1,80) in marmo di Carrara opera di Egisto Caldana del 1900. Sotto all'edicola c'è il tabernacolo il cui interno, in lino, è ricamato a rombi e filo d'oro. Su tutto sovrasta un crocifisso in legno della Val Gardena del 1960.

##### Altare di San Valentino
Altare in legno, risalente al XVI secolo, fu donato alla pieve di Bessica per riconciliarsi dopo alcune lotte, dalla famiglia veneziana Loredan, che aveva proprio a Bessica la sua villa estiva. La pala al suo interno, del 1858, è opera di Antonio Ermolao Paoletti e ritrae San Valentino che opera un miracolo per la figlia adottiva del prefetto romano Asterio. Sopra il timpano ci sono tre figure lignee, al centro la Madonna con Bambino e ai lati due figure angeliche.
Bessica fu il paese da cui in tutta la Marca Trevigiana si diffuse il culto del Santo, tanto che nel 1566, il segretario particolare del Vescovo Corner, fece arrivare da Roma una reliquia autentica (un dito) presa dal corpo del Santo.
Fu così amato nel paese che, nel 1560, fu dichiarato compatrono.

##### Altare di San Sebastiano
Altare in legno, risalente ai primi del XVI secolo. La pala, opera di Giovan Battista Novelli, rappresenta il Martirio di San Sebastiano e delle Sante Apollonia e Lucia, che offrono al Redentore trionfante la testimonianza del loro sacrificio. Il Santo morente, legato ad un albero è trafitto dalle frecce; Apollonia e Lucia sono già pervenute alla gloria, e sopra un banco di nubi offrono l'una il petto amputato, l'altra i suoi occhi. La tela è stata dipinta per esaudimento del voto di Bessica dopo la peste del 1630.

### Organo a canne

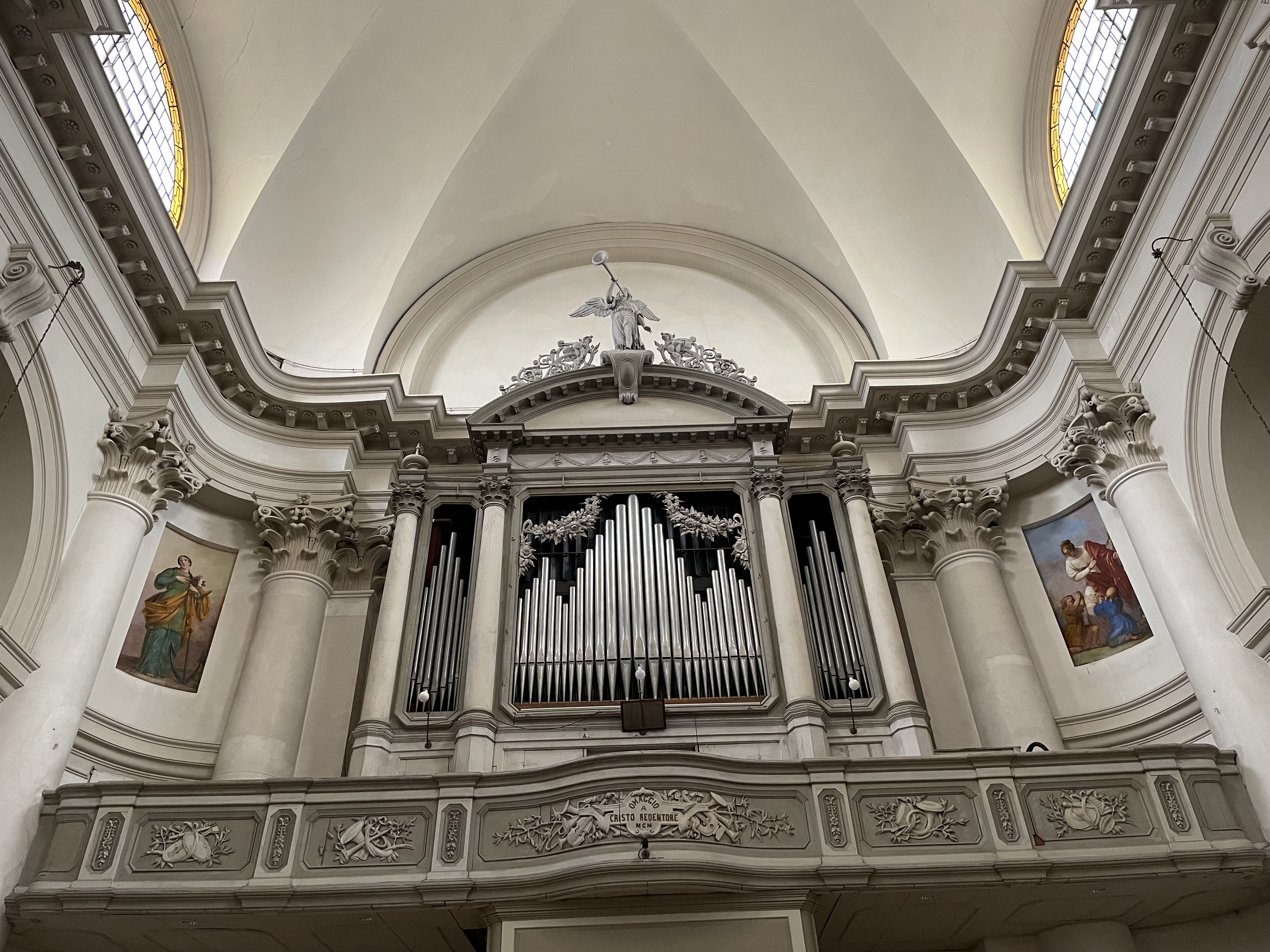
L'organo a canne

Lo strumento è opera degli organari "F.lli Zordan" di Cogolo che lo realizzarono nel 1904. È collocato in cantoria sopra la porta centrale e racchiuso in un'imponente cassa lignea ricca di decorazioni con un prospetto di tre campate di canne 7, 27, 7 disposte a cuspide corrispondenti al Principale 16' e Principale 8' del Gr. Organo; bocche allineate, labbro inferiore a semicerchio, labbro superiore a mitria. La consolle "a finestra", posizionata al centro del mobile, consta di due tastiere originali di 58 tasti (Do-la): i diatonici placcati in osso, frontalini lisci, e i cromatici in ebano. La pedaliera, anch'essa cromatica, ha è composta di 30 pedali (Do-fa). Vi sono otto pedaletti per Unione I al P, Unione II al P, Unione tastiere, Tremolo, Forte, Ripieno G.O., Ripieno Espr., Espressione. Sotto le tastiere ci sono i pistoncini delle combinazioni fisse. I lavori di restauro sono iniziati il 12 ottobre del 2020 dalla ditta Mascioni di Azzio (VA), I lavori si sono conclusi il 10 giugno 2021.

## Campanile
Il campanile, iniziato nel 1865 e finito nel 1876, è alto 72 metri e supera in altezza quello delle chiese vicine. Fu eseguito a spese degli abitanti ed è stato risanato e ristrutturato integralmente nel 1996. La torre campanaria è di stile ottocentesco, ad imitazione del romanico. Nel 1877 vennero installate le campane (la maggiore pesa due tonnellate).